# Eresina fusca
Eresina fusca är en fjärilsart som beskrevs av Cator 1904. Eresina fusca ingår i släktet Eresina och familjen juvelvingar. Inga underarter finns listade i Catalogue of Life.